# Misery (álbum)
Misery es el sexto álbum de estudio de la banda australiana de metalcore The Amity Affliction. El álbum fue lanzado el 24 de agosto de 2018. Es el primer álbum en el que Joe Longobardi aparece en la batería. Sin embargo, durante la grabación y el lanzamiento, solo era baterista de sesión. Su incorporación no se oficializó hasta finales de 2018. También es el primer álbum en el que Joel Birch interpreta voces limpias en algunas canciones, además de que el álbum se aleja del sonido metalcore tradicional de la banda, incorporando en su lugar elementos electrónicos sobre el metalcore. Es el último álbum de la banda para Roadrunner y UNFD.

## Lista de canciones
| N.º | Título                 | Duración |  |
| 1.  | «Ivy (Doomsday)»       | 3:39     |  |
| 2.  | «Feels Like I'm Dying» | 3:39     |  |
| 3.  | «Holier Than Heaven»   | 4:07     |  |
| 4.  | «Burn Alive»           | 3:28     |  |
| 5.  | «Misery»               | 3:54     |  |
| 6.  | «Kick Rocks»           | 3:20     |  |
| 7.  | «Black Cloud»          | 3:47     |  |
| 8.  | «D.I.E.»               | 3:14     |  |
| 9.  | «Drag the Lake»        | 3:32     |  |
| 10. | «Beltsville Blues»     | 3:30     |  |
| 11. | «Set Me Free»          | 3:31     |  |
| 12. | «The Gifthorse»        | 3:22     |  |

## Personal
The Amity Affliction
- Joel Birch – Screaming
- Ahren Stringer – voz, bajo
- Dan Brown - guitarra líder
- Joe Longobardi – batería, percusión

Personal adicional
- Jaddan Comerford – Mánager
- Alex Krotz – Ingeniería
- Matt Squire – Teclados, sintentizadores, programación, producción
- Eric Taft – Ingeniería, producción adicional
- Josh Wilbur – Mix, masterización

## Posicionamiento
| Lista (2018)                   | Posición más alta |
| ------------------------------ | ----------------- |
| Australian Albums (ARIA)       | 1                 |
| Austria (Ö3 Austria)           | 39                |
| Bélgica (Ultratop flamenca)    | 154               |
| Suiza (Schweizer Hitparade)    | 51                |
| Estados Unidos (Billboard 200) | 70                |